# Блок живлення

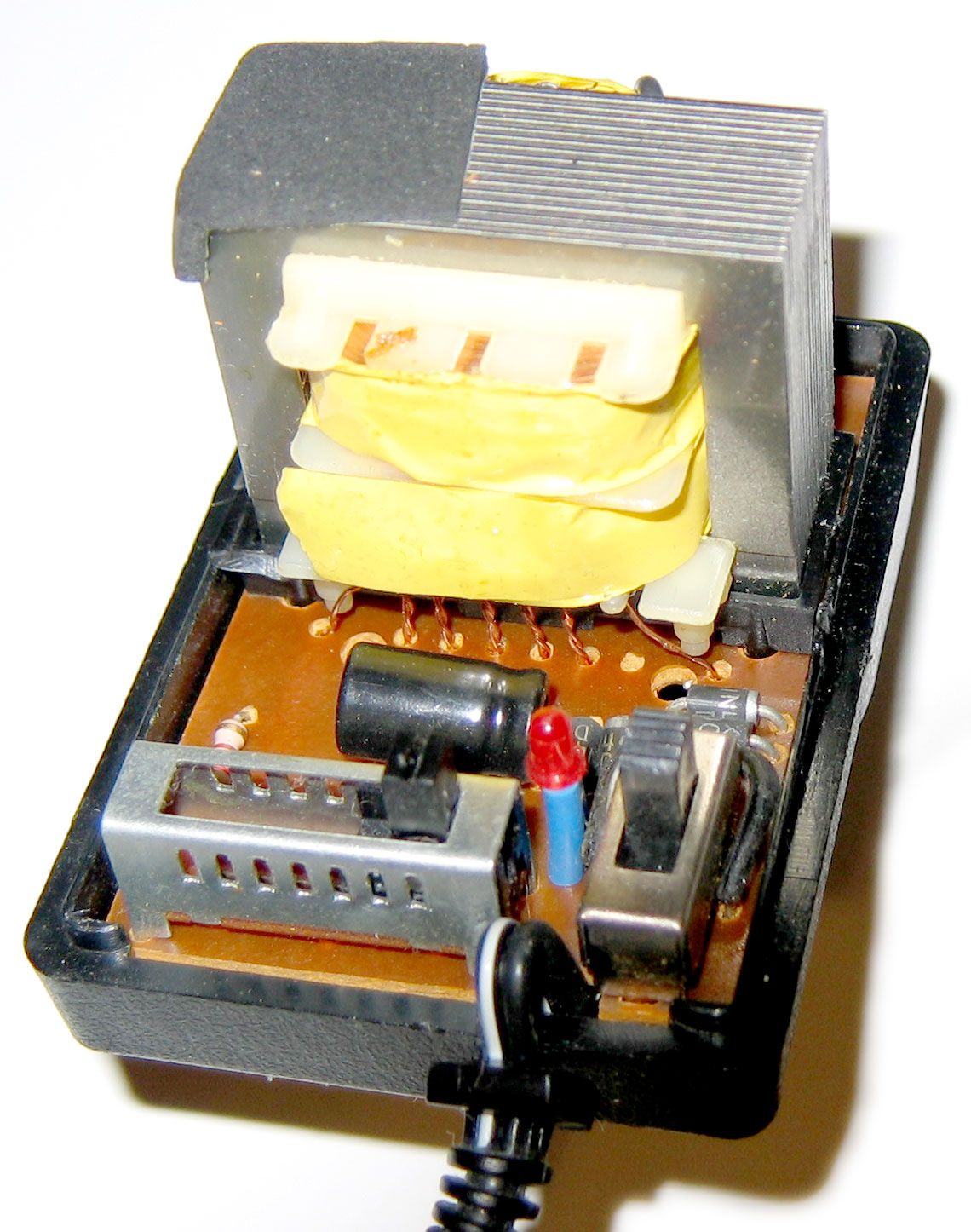
Простий трансформаторний блок живлення

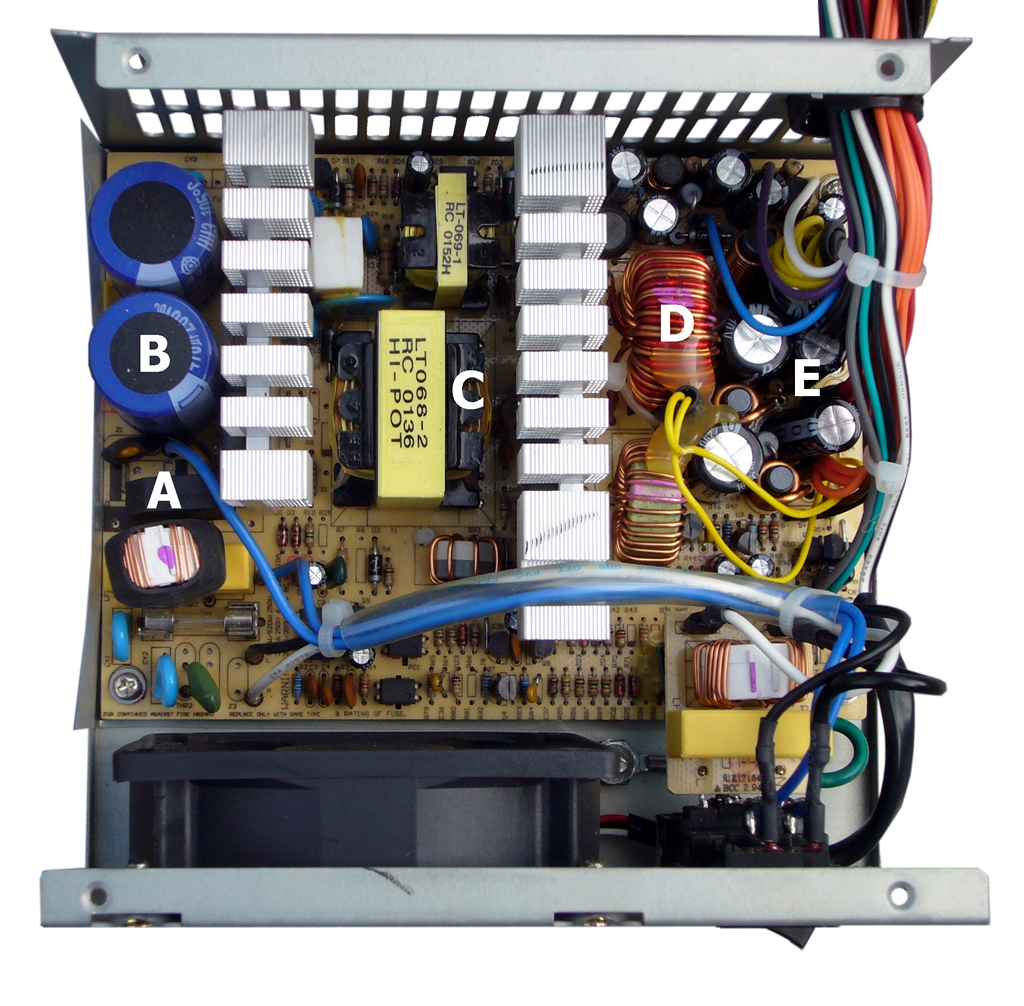
Імпульсний блок живлення персонального комп'ютера

Блок жи́влення — вторинне джерело живлення, призначене для забезпечення живлення електроприладу електричною енергією, при відповідності вимогам її параметрів: напруги, струму, і т. д. шляхом перетворення енергії інших джерел живлення.
У побуті, найчастіше, блок живлення перетворює змінну напругу величиною 220 В і частотою 50 Гц (в Україні та багатьох інших країнах, саме таку напругу і частоту має побутова електромережа), в задану постійну напругу.

## Типи блоків живлення
За способом перетворення рівня напруги блоки живлення поділяються[джерело?] на:
- безтрансформаторний
- трансформаторні блоки живлення;
- імпульсні блоки живлення.

За конструктивним виконанням:
- вбудовані;
- зовнішні.

За областю використання:
- побутові;
- промислові.

## Завдання вторинного джерела живлення
- Забезпечення передачі потужності — передача заданої потужності з найменшими втратами і дотриманням заданих характеристик на виході без шкоди для себе. Зазвичай потужність джерела живлення беруть з деяким запасом.
- Перетворення форми напруги — перетворення змінної напруги в постійну, і навпаки, а також перетворення частоти, формування імпульсів напруги і т. д. Найчастіше необхідно перетворення змінної напруги промислової частоти в постійну.
- Перетворення величини напруги — як підвищення, так і зниження. Нерідко необхідно мати набір з декількох напруг різної величини для живлення різних кіл.
- Стабілізація — напруга, струм та інші параметри на виході джерела живлення повинні лежати в певних межах, в залежності від його призначення при впливі великої кількості дестабілізуючих факторів: зміни напруги на вході, струму навантаження і т. д. Найчастіше необхідна стабілізація напруги на навантаженні, однак іноді (наприклад, для зарядки акумуляторів) необхідна стабілізація струму.
- Захист — напруга, або струм навантаження у разі несправності (наприклад, короткого замикання) будь-яких кіл може перевищити допустимі межі і вивести електроприлад, або саме джерело живлення з ладу. Також у багатьох випадках вимагається захист від проходження струму по небажаному шляху: наприклад проходження струму через землю при дотику людини або стороннього предмета до струмоведучих частин.
- Гальванічна розв'язка кіл — один із заходів захисту від протікання струму по небажаному шляху.
- Регулювання — в процесі експлуатації може знадобитися зміна якихось параметрів для забезпечення правильної роботи електроприладу.
- Керування — може включати регулювання, включення / відключення яких-небудь кіл, або джерела живлення в цілому. Може бути як безпосереднім (за допомогою органів управління на корпусі пристрою), так і дистанційним, а також програмним (забезпечення включення / вимикання, регулювання в заданий час або з настанням якихось подій).
- Контроль — відображення параметрів на вході і на виході джерела живлення, включення / вимикання кіл, спрацьовування захистів. Також може бути безпосереднім або дистанційним.